# Calm After the Storm

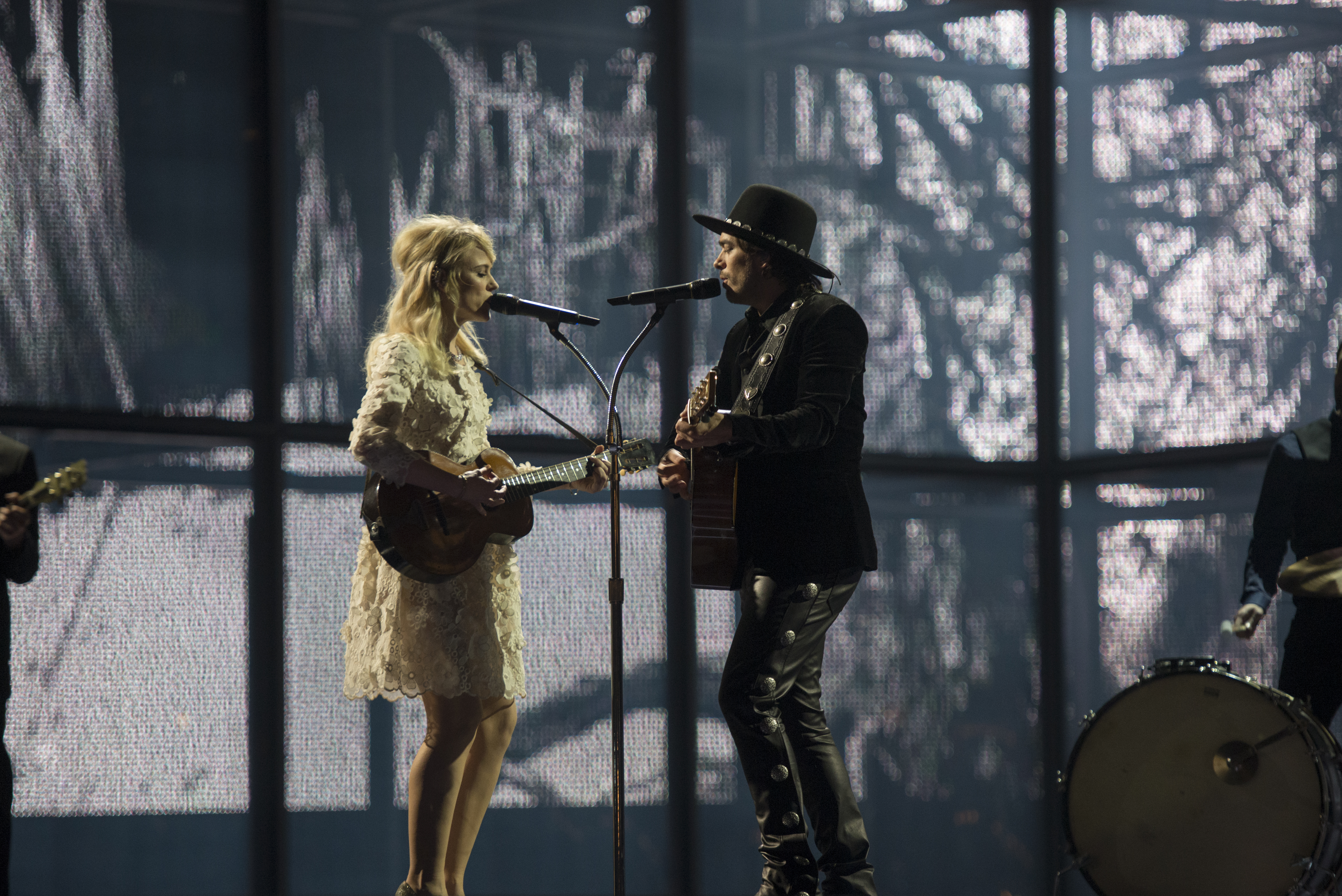
The Common Linnets, 2014

Calm After the Storm (Die Ruhe nach dem Sturm) ist ein Country-Song des niederländischen Duos The Common Linnets.

## Hintergrund
Es wurde am 12. März in der Sendung De Wereld Draait Door als niederländischer Beitrag zum Eurovision Song Contest 2014 in Kopenhagen vorgestellt. Das Musikvideo wurde im März 2014 in Edam produziert.
Nachdem das Lied beim Eurovision Song Contest am 6. Mai einen Platz im ersten Semi-Finale erreichte, wurden die Niederlande mit dem Song im Finale am 10. Mai hinter Österreich Zweiter. Dies war für die Niederlande die höchste Platzierung seit ihrem Sieg 1975.
2018 wurde das Lied von den Isländern Magni Ásgeirsson und Ágústa Eva Erlendsdóttir gecovert, wobei der Text durch einen von Sævar Sigurgeirsson geschriebenen ersetzt wurde und der Song den Titel Þar til storminn hefur lægt (Bis sich der Sturm gelegt hat) erhielt.

## Chartplatzierungen
| ChartsChartplatzierungen     | Höchstplatzierung | Wochen |
| ---------------------------- | ----------------- | ------ |
| Deutschland (GfK)            | 3 (41 Wo.)        | 41     |
| Niederlande (Media Markt)    | 2 (13 Wo.)        | 13     |
| Österreich (Ö3)              | 2 (34 Wo.)        | 34     |
| Schweiz (IFPI)               | 3 (21 Wo.)        | 21     |
| Vereinigtes Königreich (OCC) | 9 (2 Wo.)         | 2      |

| ChartsJahrescharts (2014) | Platzierung |
| ------------------------- | ----------- |
| Deutschland (GfK)         | 22          |
| Österreich (Ö3)           | 6           |

| ChartsJahrescharts (2010–2019) | Platzierung |
| ------------------------------ | ----------- |
| Österreich (Ö3)                | 95          |

### Auszeichnungen für Musikverkäufe
| Land/Region        | Auszeichnungen für Musikverkäufe (Land/Region, Auszeichnung, Verkäufe) | Verkäufe |
| ------------------ | ---------------------------------------------------------------------- | -------- |
| Deutschland (BVMI) | 3× Gold                                                                | 450.000  |
| Niederlande (NVPI) | Gold                                                                   | 10.000   |
| Österreich (IFPI)  | Gold                                                                   | 15.000   |
| Insgesamt          | 3× Gold · 1× Platin ·                                                  | 475.000  |

## Coverversion
Max Giesinger coverte das Stück während der siebten Staffel der VOX-Show Sing meinen Song – Das Tauschkonzert. Das Stück erschien als Promo-Single am 19. Mai 2020. In den deutschen Downloadcharts erreichte Giesingers Neuinterpretation Position 35.